# Résilience (art)
Pour les articles homonymes, voir Résilience.
En art, la résilience est la capacité de l'œuvre d'art à conserver à travers l'esthétique sa particularité la distinguant de tout autre objet, malgré la subjectivisation croissante dans la production des œuvres. 
La résilience en art apparaît comme une réponse à la progressive mise à l’écart du beau durant le XXe siècle aboutissant aujourd'hui à une  incapacité de définition de l'œuvre d'art.

## Histoire
La fin du XIXe  et le  XXe siècle ont vu naître des mouvements d'art qui cherchaient à s'ajuster à des grands changements qui se produisaient à l’époque au niveau social, industriel, économique et politique, comme : Symbolisme, Cubisme  ou  Surréalisme. Parallèlement à ces mouvements  se manifeste une série de mouvements des plus farfelus : les Hirsutes, les Hydropathes, les Incohérents ... ainsi que les mouvements hautement politisés et subversifs : constructivisme, suprématisme, futurisme, Dada.  Ces mouvements conjugués à  l'esthétique analytique anglo-saxonne à partir des années 1950 qui se caractérise par le rejet de la notion du beau comme fondement de l'art, mettent en doute l'existence même de l'œuvre d'art  en tant que réalisation humaine spécifique.   L'esthétique analytique va fonder l'art sur le consensus "du monde de l'art" , acceptant ainsi que tout objet quel qu’il soit peut être considéré comme étant de l'art du moment qu'il se trouve dans un lieu prévu à cet effet. Ainsi  l'art n'offre plus d’homogénéité liée à un substrat culturel mais une pluralité d'individualités. Il ne se déploie plus dans le temps, sa durée devient souvent éphémère. Le beau est considéré comme superflu affirmant qu'une œuvre d'art n'a pas pourquoi se fonder sur le beau, car elle se suffit à elle-même.  
L’esthétique analytique plonge ses racines dans la philosophie du XVIIIe siècle où les philosophes, comme Edmund Burke ou Herbart affirment qu'il n’y a pas de beauté existante par elle-même.  Le beau n'est pas dans l'objet lui-même mais dans le sujet qui éprouve une certaine émotion. Peu à peu l'idée du beau laisse la place au sentiment du beau. La définition objective du beau devient impossible, il est donc relégué à l'évaluation subjective du spectateur. Ainsi la théorie du beau qui a été une connaissance basée sur la mathématique depuis les Grecs devient un sentiment esthétique subjectif.
Ajoutées à ceci, les théories sur l'autonomie du laid (voir Raymond Polin) encourageront la prolifération des productions des plus aléatoires, inesthétiques et provocantes dans le cadre de l'art contemporain. 
Ce qu'on peut contester à l'esthétique analytique c'est quelle, dans ses analyses ne part pas de l'art en tant qu'une unité conceptuelle mais s'appuie sur les réalisations des artistes à un certain moment historique. Les philosophes analytiques choisissent comme fondement de leur position et comme  nouveau point de départ l'urinoir de Marcel Duchamp et les travaux de Andy Warhol. Le même constat on peut le faire sur la pensée postmoderne et "l’irreprésentable" chez Jean-François Lyotard qui est aussi lié  à l'histoire européenne. 
D'autres facteurs ont eu une importance non négligeable sur la situation confuse dans laquelle se trouve l'art aujourd'hui.  
Tout au long du XXe siècle des différents champs de connaissance se sont penchés sur l'art : Philosophie,  Sociologie, Psychoanalyse, Histoire de l'art, Économie, ce qui a mené vers un démembrement de la notion même de l'art. Chaque branche a insisté sur certaines des particularités de ce « monde » très complexe qu'est l'art. Chacun a fait des apports sur telle ou telle  facette en perdant de vue la vision d’ensemble. Les domaines se sont séparés,  chacun possédant ses critères propres. Comme résultat suit une conclusion erronée sur l'impossibilité de la définition de l'art et l'absence totale de la capacité de jugement de la qualité des œuvres, donc de la reconnaissance d'une production comme étant de l'art.
Ce que Lyotard appellera  l'éclatement des "grands récits" de la modernité, qui envisageaient l'humanité engagée  sur le chemin de l'émancipation, a contribué à l’avènement du sujet autonome qui devient la finalité en soi. La pensée postmoderne valorisera les différences et les particularismes  basés uniquement sur la volonté individuelle. À partir de là, au niveau des arts ce n'est que l'intention de l'artiste qui compte. Avec la subjectivisation grandissante, la figure de l’artiste et sa sensibilité l’emporteront sur toute approche rationnelle.

## La résilience en art
La résilience en art tend à rétablir les fondements de l'art sur le beau et restituer à l'art son unité.
- À la division de la perception entre objective et  subjective la résilience oppose un fonctionnement conjoint. Le beau dans l'œuvre est perçu objectivement, c'est la première fraction du second où le spectateur se trouve face à l'œuvre, ensuite intervient le jugement subjectif en relation au vécu de celui-ci. Nous bénéficions aujourd'hui de nouvelles connaissances en neurobiologie qui étudie par l'imagerie médicale le comportement du cerveau face au beau et où effectivement on peut enregistrer ces deux temps dans lesquels intervient tour à tour le néocortex et le cerveau archaïque. De plus, tout individu reconnait instantanément le beau comme tel, ce qui encourage l'idée du beau objectif basé sur les structures du monde(voir Pythagore). S'ensuit le jugement "j'aime, je n'aime pas"[7]. L'indistinction de ces deux temps à certainement favorisé largement l'idée du beau comme goût subjectif. Ce double facteur et en action aussi lors de la création par l'artiste. D'une part entre en compte son vécu, sa façon de voir le monde, ses connaissances et intuitions[8], mais aussi sa capacité de capter et restituer  le monde qui l'entoure[9]. A ceci s'ajoute sa qualité d'élaboration et de structuration de l'œuvre avec la même harmonie  qu'on retrouve dans la nature.
- La où l'art contemporain s'appuie uniquement sur l'intention de l'artiste,  la résilience oppose la responsabilité de celui-ci face à la collectivité, car l'art est un récepteur de l'image de la collectivité et agit parallèlement sur la cohésion de celle-ci. L'homme est un être social, par sa nature il doit vivre en société pour exister, l'individualisme à outrance est impossible, ces deux facettes doivent être harmonieusement combinées.
- Sur le plan théorique, à la démarche fractionnée, la résilience oppose une approche systémique. Au niveau de la pratique, la résilience supprime le discours qui encombre les productions d'art et se centre sur l'élaboration de l'œuvre.
- Considérant que la qualité d'une œuvre d'art est objectivement identifiable, la résilience en art écarte les productions aléatoires, purement gestuelles, inesthétiques, conceptuelles  ou seulement décoratives. Une œuvre d'art est constitué de régimes esthétique et de régime éthique[10]. On peut juger rationnellement de la qualité esthétique de l'œuvre et on peut l'appréhender par notre sensibilité dans sa partie "lisible" , dans ce dont elle "parle" ou ce qu'elle évoque.
- La résilience relègue l'art éphémère au jeu ou au spectacle et opte pour l'œuvre qui se projette dans la durée. Une des  raisons est son caractère formateur[11].
- Au niveau formel la résilience demande la diversité des expressions  à la place de la production d'art contemporain qui finalement depuis plusieurs décennies génère des images instantanément reconnaissables en tant qu'art contemporain et fini dans un nouvel académisme rejetant toute autre forme de l'art comme désuet.

Toutes les cultures de toutes les époques génèrent les images d'elles-mêmes à travers les images d'art, mais toutes les images d'art ne sont pas des œuvres d'art. L'art contemporain  s'imposant comme art actuel est peut-être l'image de la nôtre mais la résilience s'impose quant à sa qualité en tant qu'art.